# Panienka
Panienka – wieś w Polsce położona w województwie wielkopolskim, w powiecie jarocińskim, w gminie Jaraczewo, na zachodnim krańcu Ozu Mieszkowskiego. W latach 1975–1998 miejscowość administracyjnie należała do województwa kaliskiego.

## Historia
W 1390 roku, odnotowano parafię tutejszą, we wsi pod nazwą Paniątka. Wieś należała wtedy do  Gorazdowskich herbu Zaremba. Pierwsze informacje o szkole i szpitalu we wsi pochodzą z 1683.

Kościół zbudowany w końcu XIV wieku spalił się w 1660. Nowy kościół zbudowano w 1665 w tym samym miejscu, a kolejny, istniejący obecnie, w 1787. 
W 1935 wystawiono budynek szkoły podstawowej.
W roku 2011 liczba ludności wsi wynosiła 343 osoby.

## Zabytki
- kościół Imienia Jezus w Panience zbudowany w 1787.
- przy kościele klasycystyczna plebania i kapliczka ku czci ofiar nazizmu.
- wiąz o obwodzie 380 cm.
- przed domem nr 26 kapliczka przydrożna z XIX-wieczną rzeźbą św. Wawrzyńca[6].